# Bellavista (Nulles)
Bellavista és una entitat de població del municipi de Nulles, a la comarca de l'Alt Camp.
El llogaret o barri se situa entre el cap de municipi i Valls, al nord-oest del terme municipal. La carretera TV-2035 és la seva principal via de comunicació.

## Història
Les primeres referències històriques indiquen que Bellavista tingué senyor propi però acabà depenent de la baronia de Vallmoll. Al segle xvii fou possessió dels comtes de Savallà fins a la seva expropiació l'any 1719, quan passà a mans dels comtes de Peralada.
A partir de l'any 1846 forma part de Nulles. Actualment moltes de les cases s'utilitzen com a segona residència.

## Lloc d'interès
- Capella de la Santa Creu, petit edifici amb campanar d'espadanya i porta adovellada.